# Dytryk von Grüningen
Dytryk von Grüningen, także Theodericus de Groninge, Grueningen (urodz. ?, zm. 3 września 1259 lub później) – mistrz krajowy Inflant zakonu krzyżackiego w latach 1242-1245, mistrz krajowy w Prusach 1247-1259, mistrz krajowy w Niemczech w latach 1254-1256, jedna z najwybitniejszych postaci zakonu krzyżackiego w XIII wieku.

## Życiorys
Pochodził z wsi Grüningen (stąd przydomek „von Grüningen”) położonej na północ od stolicy Turyngii, Erfurtu. Wywodził się z rodziny ministeriałów związanych z miejscowymi landgrafami.
Do zakonu krzyżackiego wstąpił 18 listopada 1234 w Marburgu wraz ze swoimi przyjaciółmi Konradem von Thüringen oraz Hartmanem von Heldrungen, późniejszymi wielkimi mistrzami zakonu. Szczególnie znajomość z Konradem zaowocowała szybką karierą w zakonie. Pierwszą nominację na mistrza krajowego Inflant otrzymał w 1237 roku, lecz ostatecznie na Inflanty udał się Hermann Balk. U boku Hermanna Balka zbierał Dytryk von Grüningen cenne doświadczenie, kierując ostatecznie prowincją inflancką od połowy 1238 roku do początków 1240, po rezygnacji Balka z funkcji mistrza krajowego. Na pełnoprawne stanowisko mistrza krajowego Inflant powrócił w 1242. Okres jego rządów w Inflantach przypadł na trudny czas po przegranej bitwie na jeziorze Pejpus. Swoimi nieprzeciętnymi zdolnościami organizacyjnymi opanował kryzysową sytuację zakonu, przechodząc do działań ofensywnych w Kurlandii, których efektem było założenie Goldyngii.
W latach 1244–1245 widać jego obecność u boku wielkiego mistrza Henryka von Hohenlohe bądź to podczas zebrań kapituły zakonu w Ziemi Świętej, bądź to w kurii papieskiej w Lyonie. Od tamtych wydarzeń rozpoczyna się kariera dyplomatyczna Dytryka w zakonie. Stał się on jednym z głównych dyplomatów dbających o interesy zakonu krzyżackiego w Rzymie. W roku 1246 przybył do kurii papieskiej jako poseł antykróla niemieckiego landgrafa Turyngii Henryka Raspe.
Na przełomie lat 1247/1248 został mianowany mistrzem krajowym w Prusach. Pomimo objęcia funkcji mistrza do Prus jednak nie przybył. Najprawdopodobniej nominacja miała na celu wzmocnienie pozycji Dytryka w strukturach zakonu, a także silniejsze reprezentowanie interesów rodzącego w Prusach się państwa krzyżackiego u samego papieża Innocentego IV.
W latach 1249–1251 Dytryk von Grüningen zaliczany był do grona najbardziej zaufanych dyplomatów papieża. Podejmował się wielu misji w imieniu Innocentego IV. W 1249 roku złożył skargę u arcybiskupa inflancko-pruskiego Alberta Suerbeera będącego w sporze z zakonem. Złożona skarga spowodowała działania papieża, które 24 lutego 1251 roku zakończyły się ugodą pomiędzy arcybiskupem Albertem a zakonem regulującą stosunki kościelne w Inflantach. Po klęsce Krzyżaków w bitwie pod Krukami Dytryk uzyskał poparcie papieża w sprawie organizacji pomocy dla zakonu w walce z pogańskimi Prusami. W 1251 roku Dytryk wyprawił się do Niemiec w celu przeciągnięcia na stronę antykróla Wilhelma z Holandii książąt, landgrafów, margrabiów i biskupów niemieckich. W tym czasie piastował stanowisko zastępcy wielkiego mistrza w prowincjach europejskich. Urząd ten pozwalał mu na swobodę działania i podejmowania decyzji.
Do Prus Dytryk von Grüningen przybywa dopiero w 1254, kiedy to wraz z wielkim mistrzem Popponem von Osternohe wydaje dokument nadania lenna księciu tczewskiemu Samborowi. W tym czasie Dytryk w dokumentach występuje już jako mistrz krajowy Niemiec. Z Prus przybył przed oblicze papieskie do Asyżu, skąd jeszcze w 1254 roku udał się na spotkanie z arcybiskupem Albertem w celu ostatecznego zakończenia sporu biskupstwa inflanckiego z zakonem. Spotkanie odbyło się w grudniu 1254 roku w Sens we Francji. Do Prus powrócił w maju 1255 roku i przebywał najprawdopodobniej w Chełmży.
Na początku 1256 roku spotkał się w Rzymie z następcą Innocentego IV, papieżem Aleksandrem IV. Następnie źródła informują o jego spotkaniu w czerwcu 1256 roku w komendzie Sachsenhausen nieopodal Frankfurtu nad Menem z biskupem sambijskim Henrykiem von Streittbergiem oraz z mistrzem krajowym Inflant Anno von Sangerhausenem w sprawie podziału trybutu ściąganego z podbitej Sambii.
Dytryk godność mistrza krajowego Niemiec złożył na kapitule generalnej zakonu w Rzymie jesienią 1256 roku, jednocześnie zachował tytuł mistrza krajowego Prus, choć najprawdopodobniej już nigdy nie odwiedził terenów Prus. Dodać należy, że rezygnacja Dytryka zbiegła się ze zrzeczeniem się godności wielkiego mistrza przez Poppona von Osternohe. W odróżnieniu od daty dziennej data roczna śmierci Dytryka von Grüningena nie jest poświadczona, założyć można, że zmarł 3 września, najwcześniej w 1259 roku lub później.